# Кретов, Василий Степанович
Василий Степанович Кретов — вначале пулемётчик 2-го стрелкового батальона 570-го стрелкового полка (227-я стрелковая дивизия, Отдельная Приморская армия, 4-й Украинский фронт), затем командир отделения противотанковых ружей в той же дивизии 7-я гвардейская и 53-я армии, 2-й Украинский фронт), сержант.

## Биография
Василий Степанович Кретов родился в рабочей семье в селе Алтухово (ныне — Навлинский район Брянской области). В 1935 году окончил 4 класса школы. Работал помощником плотника на мебельной фабрике в Алтухово.
В августе 1941 года Навлинским райвоенкоматом Орловской области был призван в ряды Красной армии. На фронтах Великой Отечественной войны с сентября 1941 года.
В бою за освобождение Севастополя 8 мая 1944 года у посёлка Балаклава второй номер пулемётного расчёта красноармеец Кретов заменил вышедшего их строя пулемётчика и подавил 2 огневые точки и до 25 солдат и офицеров противника. Приказом по 227 стрелковой дивизии он был награждён орденом Славы 3-й степени.
Командир отделения противотанковых ружей сержант Кретов 9 декабря 1944 года в боях за населённые пункты Чань и Хорт в медье Хевеш Венгрии со своим расчётом уничтожил 10 солдат противника и подавил пулемётную и миномётные точки. Приказом по 7-й гвардейской армии от 9 января 1945 года он был награждён орденом Славы 2-й степени.
Командир отделения противотанковых ружей сержант Кретов 10 февраля 1945 года в бою за населённый пункт Литава юго-восточнее Праги своим огнём поддерживал пехоту, подавляя огневые точки врага. В ходе отражения контратаки противника занял место за станковым пулеметом и метким огнём сорвал её. В этом бою, сам будучи ранен, заменил выбывшего из строя командира взвода и первым поднялся в атаку. Указом Президиума Верховного Совета СССР от 15 мая 1946 года он был награждён орденом Славы 1-й степени.
Сержант Кретов был демобилизован в декабре 1945 года. Вернулся на родину. Вновь работал на мебельной фабрике.
6 апреля 1985 года в ознаменование 40-летия Победы он был награждён орденом Отечественной войны 1-й степени.
Скончался Василий Степанович Кретов 1 мая 1989 года.